# 希盧安果河
希盧安果河（Chiloango River）是中部非洲西部的河流，成為剛果民主共和國和剛果共和國的西部接壤邊境，其後成為剛果民主共和國和安哥拉卡賓達省的接壤邊界，把喀丙達省中分兩部分，最後流入大西洋。